# جايسون بويس
جايسون بويس (بالإنجليزية: Jason Boyce)‏ (14 أكتوبر 1975 في الولايات المتحدة - ) هو لاعب كرة قدم أمريكي في مركز الدفاع. شارك مع منتخب الولايات المتحدة تحت 20 سنة لكرة القدم. أما مع النوادي، فقد لعب مع كولورادو رابيدز ولوس أنجلوس غلاكسي وميامي فيوشن وUtah Blitzz ‏ وSeattle Sounders (1994–2008) ‏ وHollywood United F.C. ‏ وOrange County Blue Star ‏ وGeneration Adidas ‏.

## وصلات خارجية
- جايسون بويس على موقع الدوري الأمريكي (الإنجليزية)
- جايسون بويس على موقع قاعدة بيانات كرة القدم.إي يو (الإنجليزية)